# Doberschau-Gaußig
Doberschau-Gaußig, in alto sorabo Dobruša-Huska, è un comune di 4.439 abitanti della Sassonia, in Germania.
Appartiene al circondario (Landkreis) di Bautzen (targa BZ).